# Беле (Куявсько-Поморське воєводство)
Беле (пол. Biele) — село в Польщі, у гміні Бондково Александровського повіту Куявсько-Поморського воєводства.
Населення — 134 особи (2011).

## Демографія
Демографічна структура станом на 31 березня 2011 року:
|          | Загалом | Допрацездатний вік | Працездатний вік | Постпрацездатний вік |
| -------- | ------- | ------------------ | ---------------- | -------------------- |
| Чоловіки | 71      | 12                 | 53               | 6                    |
| Жінки    | 63      | 11                 | 37               | 15                   |
| Разом    | 134     | 23                 | 90               | 21                   |